# Yakovlev Yak-23

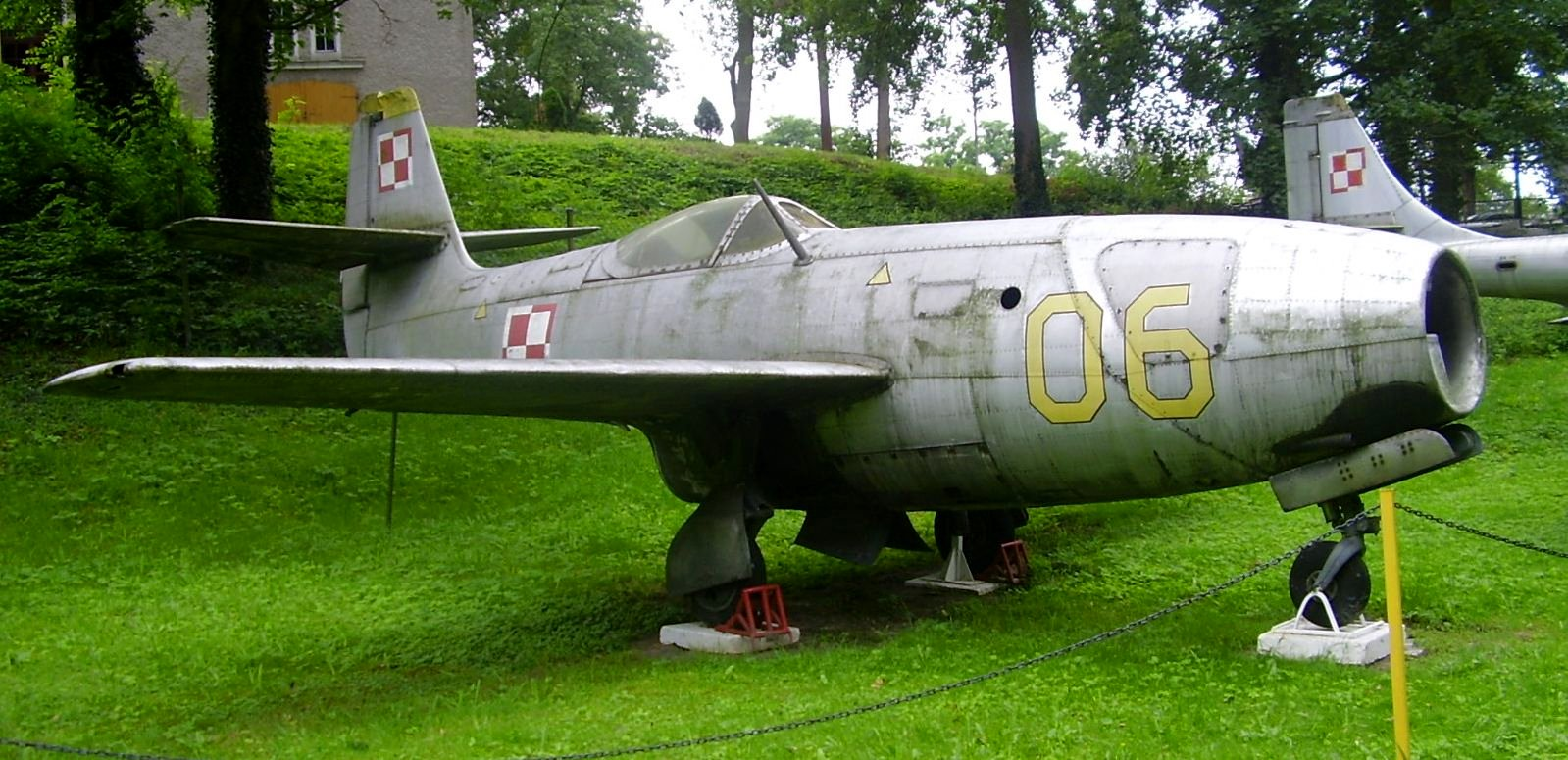
Yak-23 esposto al Museo Lubuskie Wojskowe.

Lo Yakovlev Yak-23 (in cirillico Яковлев Як-23, nome in codice NATO Flora) era un monomotore a getto da caccia ad ala dritta progettato dall'OKB 115 diretto da Aleksandr Sergeevič Jakovlev e sviluppato in Unione Sovietica negli anni quaranta.
Sviluppo del precedente Yak-17, venne impiegato negli anni successivi principalmente dalla Sovetskie Voenno-vozdušnye sily (VVS), l'Aeronautica militare dell'Unione Sovietica, e da alcune forze aeree degli stati aderenti al Patto di Varsavia, rimase operativo dal 1949 ai primi anni sessanta.

## Storia del progetto
Lo Yak-23 fu progettato su iniziativa della Yakovlev per essere una caccia a getto semplice e leggero in grado di utilizzare le piste di aeroporto esistenti, contenendo la corsa di decollo e atterraggio.  Era il risultato dello sviluppo dei precedenti caccia modelli Yak-15 e Yak-17, dai quali ereditava l'architettura non convenzionale con il motore a getto installato nel naso e lo scarico al di sotto del cockpit detta "redan" (a scalino). L'aereo adottava un'ala dritta derivata dallo Yak-19m a differiva per la presenza di piani di coda orizzontali e timone maggiorati. Era motorizzato con una copia sovietica del motore britannico Rolls-Royce Derwent V, prodotto con il nome Klimov RD-500 ed effettuò il primo volo l'8 luglio 1947, cui seguirono i collaudi di accettazione nel 1948. Fu approvata la produzione in serie che cominciò nella tarda primavera dello stesso anno. Fu valutato come aereo estremamente maneggevole con una buona accelerazione, corsa di decollo e prestazioni in salita grazie all'alto rapporto spinta-peso. Manifestava come difetti una scarsa stabilità direzionale a velocità intorno a Mach 0,86 e la mancanza di una cabina pressurizzata.
Malgrado fosse uno dei migliori jet da caccia ad ala dritta, risultò inferiore agli emergenti nuovi progetti con ala a freccia e i due soli reggimenti della VVS sovietica che avevano ricevuto il caccia di Yakovlev nel 1949, lo sostituirono con il MiG-15 nel 1951, relegando il Flora  alla esportazione e alla costruzione su licenza nei paesi del Patto di Varsavia. La produzione totale in Russia terminò nel 1950 e fu di 310 esemplari.

## Varianti
Yak-23
versione da caccia costruita in serie.
Yak-23UTI
addestratore biposto con fusoliera più lunga e armamento più leggero, rimasto allo stato prototipo.
Yak-23DC
versione da addestramento biposto prodotta in Romania. Quattro Yak-23 monoposto furono convertiti nel 1956 dalla ASAM Pipera. Due appartenevano alla Aeronautica bulgara.
S-101
denominazione cecoslovacca.

## Utilizzatori
Albania
- Forcat Ajrore Shqiptare

 Bulgaria
- Balgarski Voennovazdushni Sili - 12 aerei nel 1949.

 Cecoslovacchia
- Češkoslovenske Vojenske Letectvo - 12 "S-101" nel 1950[4].

 Polonia
- Siły Powietrzne - 95 aerei impiegati tra il 1950 e il 1961[4].

 Romania
- Forțele Aeriene Române - 62 aerei nel 1951, impiegati fino al 1958.

 Unione Sovietica
- Sovetskie Voenno-vozdušnye sily - 2 reggimenti operativi dal 1949 al 1951.

 Stati Uniti
- United States Air Force - 1 aereo nel novembre 1953 utilizzato per prove di volo.

## Esemplari attualmente esistenti
- due Yak-23 con marche 14 e 52 sono conservati al Museo dell'aviazione di Bucarest[5].